# WAKU WAKUさせて
「WAKU WAKUさせて」（ワクワクさせて）は、中山美穂の8枚目のシングル。1986年11月21日にキングレコードからリリースされた。(EP: K07S-10151)(CDS:KIDS-94)

## 概要
表題曲「WAKU WAKUさせて」は中山自身が主演したフジテレビ系ドラマ『な・ま・い・き盛り』の主題歌として使用された。
1986年12月のオリコン月間シングルチャートで1位を記録。中山にとって週間・月間を通して初の首位獲得曲となった。また、この年の『FNS歌謡祭』では優秀歌謡音楽賞を受賞した。
同年12月にはこの曲の″PARTY VERSION″を収録した12インチ・シングルがリリースされた。同バージョンは2013年発売のベスト・アルバム『中山美穂 パーフェクト・ベスト2』に収録され初のCD化となった（B面のインストゥルメンタルを除く）。なお、″PARTY VERSION″のインストゥルメンタルは、歌に入る前のサンプリング・シンセサイザーの長さがシングル・ヴァージョンと変わらないため、バックトラックとしては同内容でない。
カップリング曲の「ハートのスイッチを押して」も『夜のヒットスタジオDELUXE』、『ロッテ歌のアルバムNOW』で披露された。
中山の担当プロデューサー・福住朗は、中山がシンガーとして大きく伸び始めた記念碑的作品だと語っている。

## 収録曲
1. WAKU WAKUさせて
  - 作詞：松本隆 / 作曲：筒美京平 / 編曲：船山基紀
2. ハートのスイッチを押して
  - 作詞：松本隆 / 作曲：筒美京平 / 編曲：船山基紀

## 収録アルバム
- WAKU WAKUさせて
  - EXOTIQUE
  - COLLECTION
  - Dramatic Songs
  - Pure White Live '94（限定盤） - ライブ音源（シングルメドレー）
  - Complete SINGLES BOX
  - 中山美穂 パーフェクト・ベスト
  - 中山美穂 パーフェクト・ベスト2 - 12inch Single Version
  - 30th Anniversary THE PERFECT SINGLES BOX
  - All Time Best
- ハートのスイッチを押して
  - EXOTIQUE - 「SWITCH ON（ハートのスイッチを押して）」表記で収録
  - Miho's Select - 「SWITCH ON」表記で、新録収録
  - YOUR SELECTION 2
  - Complete SINGLES BOX
  - 30th Anniversary THE PERFECT SINGLES BOX
- 「WAKU WAKUさせて」収録のオムニバスアルバム
  - 続・青春歌年鑑1987
  - 筒美京平 Hitstory Ultimate Collection (CD-BOX)
  - LOVELY POPS
  - ヴィーナス・レジェンド～無敵の80'sアイドル・ヒッツ
  - 筒美京平 GOLDEN HISTORY〜WAKU WAKUさせて〜
  - Bubbly〜バック・トゥ・ザ・'80S（黄金期）〜

## カバー
- WAKU WAKUさせて
  - 桃井かおり（1993年10月21日） - アルバム『More Standard』収録。
  - ジュンリー・ウィズ・毛皮族（2004年2月25日） - シングル「ワンダフルワールドロケンロール」収録。
  - kaoru（2006年10月25日） - アルバム『レディース☆トランス 愛死天流!』収録。
  - 石坂ちなみ（2007年5月23日） - シングル「ぷれい らぶ 〜はれんちな〜」収録。
  - MAX（2010年9月8日） - アルバム『BE MAX』収録。
  - ジャネット・ケイ(Janet Kay)（2012年5月23日） - アルバム『アイドルKAY』収録。
  - 放課後プリンセス(2013年8月7日) - オムニバスアルバム『KING OF POPS2 (Guitar☆Man GPK名義)』収録
  - 水森かおり・千昌夫・山本譲二 - BSプレミアム『BS日本のうた』番組内、80年代メドレーの一曲としてカバー。(2005年)
  - 南野陽子 - テレビ朝日系『Matthew's Best Hit TV』番組内、同期アイドルソングメドレーの1曲としてカバー。